# Mogultechnik
Das Mogulverfahren, auch Stärke- oder Pudergussverfahren, ist eine Methode zur Ausformung von Süßigkeiten aus gießbaren Massen, wie zum Beispiel Weingummi und Schaumzuckerwaren. Es funktioniert nach dem Prinzip der verlorenen Form, indem mit einem Stempel eine Vertiefung in eine Schicht aus Stärkepuder gedrückt, diese mit der Masse gefüllt und nach dem Erstarren das Puder abgesiebt wird. Das Verfahren eignet sich für ein breites Spektrum an Zuckerwaren aus Gelee-, Gummi- und Schaumzuckermasse, Weichkaramell, Fondant und anderem. Es ist heute in der Regel weitgehend automatisiert und läuft auf sogenannten Mogulanlagen. Die Bezeichnung stammt von einem alten amerikanischen Markennamen, wird heute in der Süßwarenindustrie aber herstellerübergreifend gebraucht und hat dem ganzen Verfahren den Namen gegeben.
Der Vorteil der Verwendung von Stärkeformen liegt darin, dass sich die geformten Körper besonders leicht aus der Form entfernen lassen. Nachteilig ist der hohe Aufwand zur stets wiederkehrenden Herstellung der Formen und zur Wiederverwendung des Stärkepuders. Es sind daher als Alternative puderlose Anlagen entwickelt worden, die auf elastischen Formen und verschiedenen Auslösungsverfahren (Spreizen, Stülpen, Druckluft, Stifte) beruhen. Sie haben das Mogulverfahren aber nicht abgelöst.

## Beschreibung
Das Verfahren läuft in mehreren Schritten ab:
- Vorbereitung der Formen: Das Stärkepuder wird zunächst zu einer gleichmäßigen Schicht von etwa 25–50 mm Höhe ausgebreitet, und zwar in sogenannten Puderkästen, die typischerweise auch heute aus Holz gefertigt und ungefähr 82 × 40 cm groß sind. Dann werden die Formen mit Stempeln aus Gips, Kunststoff oder Metall eingedrückt. Die Stempel sollen in Form einer Entformschräge oben breiter sein als unten, damit die Formwände beim Herausziehen unbeschädigt bleiben; man kann dieses technologisch bedingte Gestaltungsmerkmal an Gummibären, Weingummis und anderen Süßigkeiten oft gut erkennen.

- Gießen: Im nächsten Schritt werden die Formen unter Düsen geführt, aus denen sie mit der Masse gefüllt werden. Bei langsameren Anlagen halten die Formen unter starr montierten Düsen kurz an, bei schnelleren Anlagen laufen sie kontinuierlich unter Düsen entlang, die eine Pendelbewegung ausführen und während der Masseabgabe die Bewegung der Form mitmachen. Es gibt auch sogenannte Impfgießmaschinen, die verschiedene Arten von Massen gleichzeitig abgeben und somit zum Beispiel mehrfarbige Artikel gießen.

- Verfestigen: Anschließend müssen die Puderkästen eine gewisse Zeit stehen, unter Umständen in Trockenräumen, während sich die Masse verfestigt. Die Verfestigungszeit hängt von der Rezeptur und der Feuchtigkeit von Formpuder und Umgebungsluft ab, kann aber mehrere Stunden betragen. Beispielsweise erstarren pektingebundene Massen bei hohen Temperaturen in einer Stunde, solche auf Grundlage von Gummi arabicum in kühlerer Umgebung innerhalb von 24 Stunden.

- Auspudern: Nach dem Ablauf der Verfestigungszeit werden die Puderkästen gewendet, ihr Inhalt fällt auf ein vibrierendes Sieb, das die Gusskörper auffängt und das Stärkepuder durchfallen lässt. Die Produkte werden dann noch von anhaftenden Stärkeresten befreit – etwa durch Bürsten oder Druckluft – und weiter verarbeitet, zum Beispiel durch Oberflächenbehandlung mit Dampf oder Fett, Überziehen mit Kristallzucker und Ähnliches.[4]

Die abgesiebte Stärke wird durch weiteres Sieben von Produktstückchen und eventuellen Holzsplittern von den Puderkästen gereinigt und wiederverwendet. Da sie während des Verfahrens Wasser aufgenommen hat, muss sie getrocknet werden, bevor sie erneut verwendet wird, da sonst ihre Feuchtigkeit immer weiter anstiege und sie an den Gusskörpern kleben würde. Die Pudertrocknung muss schonend erfolgen, weil die Stärke empfindlich gegen thermische und mechanische Beanspruchung ist. Trotz der Beanspruchung durch den Prozess und rezepturabhängig auch Reaktion mit Salzen und Säuren in der Gießmasse kann das Formpuder jahrelang im Einsatz bleiben. Es ist sogar so, dass „gut eingefahrenes“ Puder als besonders formstabil und der Aufbau einer neuen Produktion mit ausschließlich frischem Puder als heikel gilt. Probleme bereiten auf Dauer vor allem schwer entfernbare Verunreinigungen.
Bei dem Stärkepuder handelt es sich um Mischungen aus Weizen-, Mais- oder Reisstärke; Kartoffelstärke eignet sich nicht, weil sie bei der Trocknung verklumpen würde.

## Hersteller
Zu den Herstellern von Mogulanlagen zählen:
- Tanis, Oosterhout (Komplette Produktionsstraße)
- Winkler und Dünnebier Süßwarenmaschinen, Rengsdorf
- Syntegon Technology Makat Candy Technology Dierdorf (vormals Bosch Packaging Technology)
- NID, Sydney

Hersteller von Puderkästen sind unter anderem:
- „Treiber Trays“ der Alfred Treiber Holzwarenfabrik, Heidelberg (Plastik- und Holzkästen)[6]
- Molded Fiber Glass Tray Company (MFG Tray), Linesville, Crawford County, Pennsylvania (Kästen aus GFK)